# In the Garden of Venus
In the Garden of Venus ist das sechste Studioalbum des deutschen Popduos Modern Talking. Es erschien im November 1987 bei Hansa Records und trägt auch den Untertitel The 6th Album. Das Album ist das letzte des Duos vor der Auflösung Ende 1987.

## Geschichte und Inhalt
Das Album wurde im Verlauf des Jahres wie die Vorgänger von Dieter Bohlen gemeinsam mit seinem Co-Produzenten und Freund Luis Rodriguez eingespielt. Wie gewohnt schrieb Bohlen alle Stücke auf dem Album selbst, der Gesang stammt von Thomas Anders. In den Wochen nach der Veröffentlichung kam es zum Bruch der beiden Musiker und zur schließlich elf Jahre andauernden Trennung. Während Bohlen in der ZDF-Hitparade am 16. Dezember 1987, in der er bereits die Single Sorry Little Sarah seines Nachfolgeprojekts Blue System vorstellte, nur von einer „Pause“ sprach, bis „der Thomas mal wieder netter wird“, sagte Anders, dass bereits seit einem Jahr festgestanden habe, dass In the Garden of Venus das letzte Album werde. Letzterer beklagte sich über die Umstände der Trennung, von der er aus den Medien erfahren habe, wünschte Bohlen aber dennoch alles Gute. Bohlens Kommentar dazu war lediglich: „Ja, ist doch nett.“ In den Zeitungen war zu lesen, dass Anders’ Ehefrau Nora Balling und ihre Einmischung in Bandbelange ein wesentlicher Grund für die Trennung des Duos gewesen war.
Die erste Singleauskopplung In 100 Years … erschien bereits vorab Anfang November 1987. Sie konnte noch einmal Platz 30 in Deutschland erreichen. Zwei weitere Singles, It’s Christmas und Locomotion Tango wurden Ende 1987/Anfang 1988 quasi posthum nur in Dänemark veröffentlicht.

## Gestaltung
Als Cover wurde das Motiv eines Wasserfalls vor einem Sonnenuntergang ausgewählt. Es stammt von Don Landwehrle/The Image Bank. Die Fotografien stammen von Didi Zill und der Jugendzeitschrift Bravo.

## Rezeption
Das Album erreichte Platz 35 in Deutschland – wo es vier Wochen, vom 14. Dezember 1987 bis zum 11. Januar 1988, chartnotiert blieb. In Finnland kam das Album auf Platz 24, in Schweden auf Platz 49 und in Spanien auf Platz 23.
In Spanien konnte das Album Goldstatus erreichen.

## Titelliste
1. In 100 Years … – 3:57
2. Don’t Let It Get You Down – 3:40
3. Who Will Save the World – 3:45
4. A Telegram to Your Heart – 2:50
5. It’s Christmas – 3:52
6. Don’t Lose My Number – 3:10
7. Slow Motion – 3:40
8. Locomotion Tango – 3:49
9. Good Girls Go to Heaven – Bad Girls Go to Everywhere – 3:37
10. In 100 Years (Reprise) – 1:27